# 木南道孝記念陸上競技大会
木南道孝記念陸上競技大会（きなみみちたかきねんりくじょうきょうぎたいかい）は、例年5月に大阪市の長居陸上競技場（ヤンマースタジアム長居）と長居第2陸上競技場（ヤンマーフィールド長居）で行われる、大阪陸上競技協会主催の陸上競技大会である。

## 概要
大阪陸上競技協会会長などを務めた110mハードル元日本記録保持者の木南道孝の功績を称え、2014年に創設された関西初の個人名を冠した陸上競技大会である。木南道孝が現役時代ハードル選手だったこともあり、大会のメイン種目は日本ランキング上位者が出場する男子110mハードル、女子100mハードル、男女400mハードル。2013年までは大阪陸上競技選手権大会の中で、男子110mハードルと女子100mハードルの招待レース「木南道孝記念」が行われていた。
大会には日本ランキング上位者が出場する部のほか、大阪の若い世代の育成・強化が目的の高校生、中学生、小学生の部がある。
かつてはゴールデングランプリと日程が被っていたため、トップレベルの選手が分散される形になっていたが、2017年からはゴールデングランプリと被らなくなった。
2018年から日本グランプリシリーズの1つに格上げされた。グランプリ種目は男女の400mと400mハードル、男子110mハードルとハンマー投、女子100mハードル。しかし2020年は延期。

## グランプリ種目と大会記録

### 男子
| 種目         | 記録           | 選手             | 所属           | 年   |
| ------------ | -------------- | ---------------- | -------------- | ---- |
| 400m         | 45秒81         | 若林康太         | 駿河台大学     | 2018 |
| 110mハードル | 13秒57（-0.8） | 大室秀樹         | 大塚製薬       | 2017 |
| 400mハードル | 49秒58         | エリック・クレイ | フィリピン     | 2017 |
| ハンマー投   | 68m63          | 墨訓煕           | 小林クリエイト | 2018 |

### 女子
| 種目         | 記録           | 選手       | 所属                 | 年   |
| ------------ | -------------- | ---------- | -------------------- | ---- |
| 400m         | 53秒78         | 川田朱夏   | 東大阪大学           | 2018 |
| 100mハードル | 13秒19（+0.4） | 鄭蕙林     | 韓国                 | 2018 |
| 400mハードル | 56秒40         | 久保倉里美 | 新潟アルビレックスRC | 2014 |

## 大会一覧・男女ハードル種目歴代優勝者
| 回 | 開催日        | 性別 | 100mハードル / 110mハードル                    | 100mハードル / 110mハードル | 400mハードル                           | 400mハードル | 脚注  |
| 回 | 開催日        | 性別 | 選手（所属）                                   | 記録（風速）                | 選手（所属）                           | 記録         | 脚注  |
| -- | ------------- | ---- | ---------------------------------------------- | --------------------------- | -------------------------------------- | ------------ | ----- |
| 1  | 2014年5月11日 | 男子 | 矢澤航（デサントTC）                           | 13秒69（-0.7）              | 小西勇太（住友電工）                   | 50秒30       | [ 3 ] |
| 1  | 2014年5月11日 | 女子 | 上田繭（大阪成蹊大学）                         | 13秒72（+0.2）              | 久保倉里美（新潟アルビレックスRC）     | 56秒40       | [ 3 ] |
| 2  | 2015年5月10日 | 男子 | 能登谷雄太（New Mode AC） 大室秀樹（大塚製薬） | 13秒74（+1.0）              | 野澤啓佑（ミズノTC）                   | 50秒45       | [ 4 ] |
| 2  | 2015年5月10日 | 女子 | 紫村仁美（佐賀陸協）                           | 13秒36（-0.1）              | 石塚晴子（東大阪大学敬愛高等学校）     | 58秒06       | [ 4 ] |
| 3  | 2016年5月8日  | 男子 | 矢澤航（デサントTC）                           | 13秒62（-0.2）              | 田邉将大良（中央大学）                 | 49秒64       | [ 5 ] |
| 3  | 2016年5月8日  | 女子 | 木村文子（エディオン）                         | 13秒25（+0.6）              | 芝田陽香（チームミズノアスレティック） | 58秒18       | [ 5 ] |
| 4  | 2017年5月7日  | 男子 | 大室秀樹（大塚製薬）                           | 13秒57（-0.8）              | エリック・クレイ（フィリピン）         | 49秒58       | [ 6 ] |
| 4  | 2017年5月7日  | 女子 | 鄭蕙林（韓国）                                 | 13秒24（-0.6）              | 吉良愛美（アットホーム）               | 57秒26       | [ 6 ] |
| 5  | 2018年5月6日  | 男子 | 増野元太（ヤマダ電機）                         | 13秒64（+1.6）              | エリック・クレイ（フィリピン）         | 49秒68       | [ 7 ] |
| 5  | 2018年5月6日  | 女子 | 鄭蕙林（韓国）                                 | 13秒23（-0.5）              | 宇都宮絵莉（長谷川体育施設）           | 56秒84       | [ 7 ] |